# Gierdziowce
Gierdziowce (biał. Гердзеўцы, Hierdzieucy; ros. Гердевцы, Gierdiewcy) – wieś na Białorusi, w obwodzie grodzieńskim, w rejonie lidzkim, w sielsowiecie Wawiórka.

## Historia
W XIX i w początkach XX w. położone były w Rosji, w guberni wileńskiej, w powiecie lidzkim, w gminie Wawerka/Myto.
W dwudziestoleciu międzywojennym leżały w Polsce, w województwie nowogródzkim, w powiecie lidzkim, w gminie Myto/Wawiórka. W 1921 wieś liczyła 89 mieszkańców, zamieszkałych w 15 budynkach, wyłącznie Polaków. 85 mieszkańców było wyznania rzymskokatolickiego i 4 mojżeszowego. Folwark liczył 9 mieszkańców, zamieszkałych w 1 budynku, w tym 7 Polaków i 2 Białorusinów. 7 mieszkańców było wyznania rzymskokatolickiego i 2 prawosławnego.
Po II wojnie światowej w granicach Związku Sowieckiego. Od 1991 w niepodległej Białorusi.